# 政府旗
政府旗（せいふき、英語: State flag、または英語: Government flag）は、政府を象徴する旗のこと。行政機関やそれに所属している船舶などに掲揚される。

## 各政府旗

### 大韓民国政府

大韓民国の政府旗（2016年-現在）

### アイスランド共和国政府

アイスランドの政府旗（1944年-現在）

### オーストリア共和国政府

オーストリアの政府旗（1984年-現在）

### コスタリカ共和国政府

コスタリカの政府旗（1998年-現在）

### デンマーク王国政府

デンマークの政府旗（1625年-現在）

### ドイツ連邦共和国政府

ドイツの政府旗（1950年-現在）

### ノルウェー王国政府

ノルウェーの政府旗（1898年-現在）

### ペルー共和国政府

ペルーの政府旗（1950年-現在）

### フィンランド共和国政府

フィンランドの政府旗（1978年-現在）

### ポーランド共和国政府

ポーランドの政府旗（1990年-現在）

### リトアニア共和国政府

リトアニアの政府旗（2004年-現在）

## 歴史的な政府旗

### 大韓民国政府

大韓民国の政府旗（1988年-2016年）

### 江戸幕府

江戸幕府の中黒の旗[注釈 1]（江戸時代）
江戸幕府所属船舶の中黒の細旗（1859年-1869年）

### 蒙古自治邦

蒙古軍政府と蒙古聯盟自治政府の旗（1936年-1937年）
察南自治政府の旗
晋北自治政府の旗
蒙古聯合自治政府の旗（1939年-1945年）